# Dirac (Charente)
Dirac ist eine Gemeinde mit 1509 Einwohnern (Stand 1. Januar 2022) im westfranzösischen Département Charente in der Region Nouvelle-Aquitaine.

## Lage
Die Gemeinde Dirac liegt in einer Höhe von etwa 140 Metern ü. d. M. etwa elf Kilometer (Fahrtstrecke) südöstlich von Angoulême in der alten Kulturlandschaft des Angoumois. Die beiden Flüsschen Anguienne und Eaux Claires entspringen auf dem Gemeindegebiet.

## Bevölkerungsentwicklung
| Jahr      | 1962 | 1968 | 1975 | 1982 | 1990 | 1999 | 2006 | 2016 |
| Einwohner | 620  | 579  | 807  | 1037 | 1260 | 1336 | 1392 | 1520 |

In der ersten Hälfte des 19. Jahrhunderts hatte die Gemeinde meist zwischen 900 und 1000 Einwohner; infolge der Reblauskrise im Weinbau und der Mechanisierung der Landwirtschaft sank die Einwohnerzahl danach kontinuierlich auf die Tiefststände der 1930er bis 1960er Jahre ab. Wegen der Nähe zu Angoulême und der auf dem Lande deutlich niedrigeren Immobilienpreise ist in den letzten Jahrzehnten wieder ein Anstieg der Bevölkerung zu verzeichnen.

## Wirtschaft
Die Einwohner der Gemeinde lebten jahrhundertelang nach den Prinzipien der Selbstversorgung von der Landwirtschaft; lediglich die Stadt Angoulême kam als Marktplatz infrage. Die Böden der Gemeinde gehören zwar noch zu den Bons Bois des Weinbaugebietes Cognac, doch sind die Absätze bei teuren Weinbränden und selbst bei Wein in den letzten Jahrzehnten eher rückläufig, so dass der Weinbau keine Rolle mehr spielt.

## Geschichte
Der urkundlich überlieferte mittelalterliche Ortsname lautet Adiracum. Ort und Burg gehörten seit der Zeit der Kreuzzüge bis zur Französischen Revolution zur Grundherrschaft (seigneurie) der Familie Tison.

## Sehenswürdigkeiten

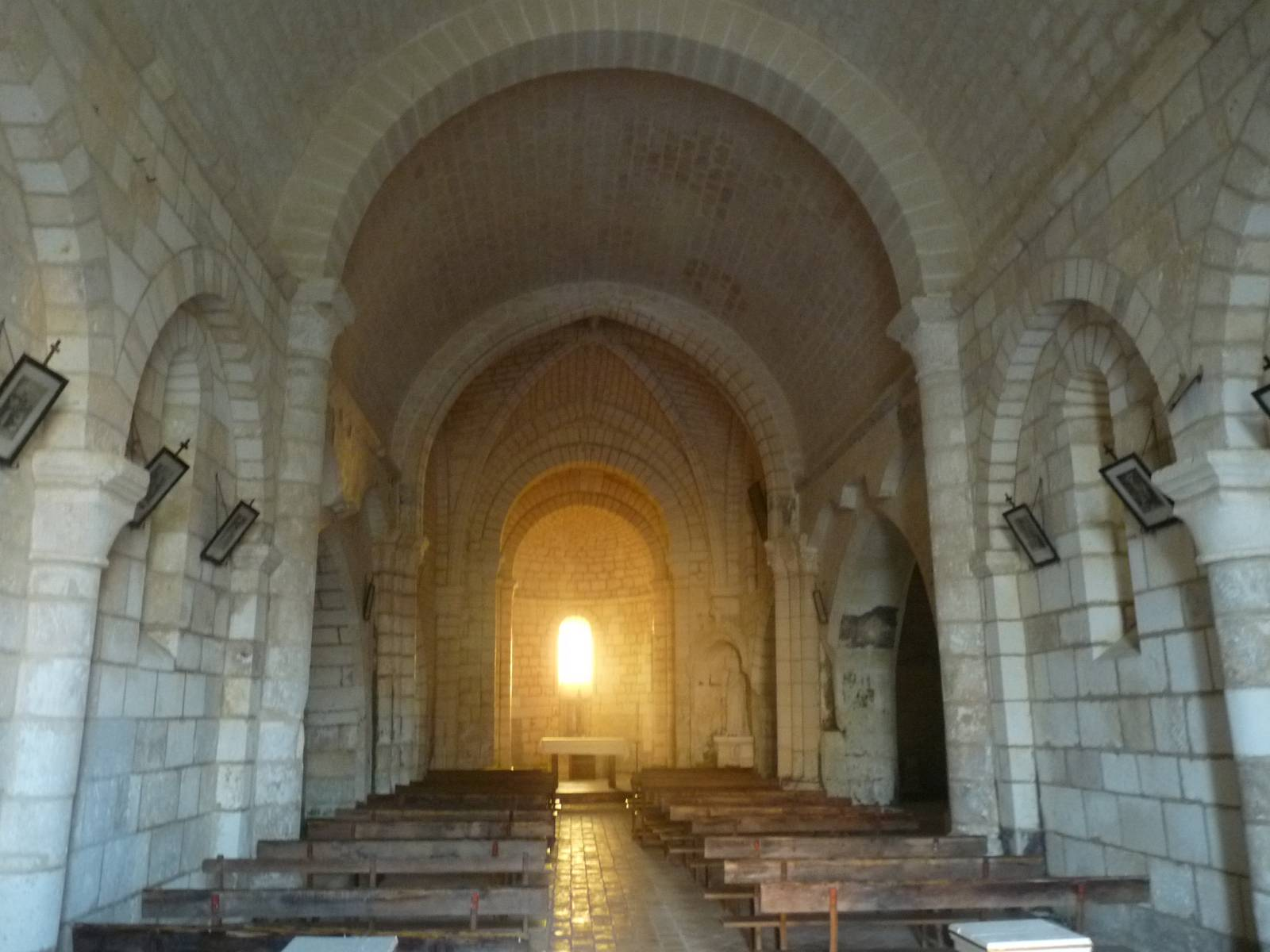
Kirche Saint-Martial

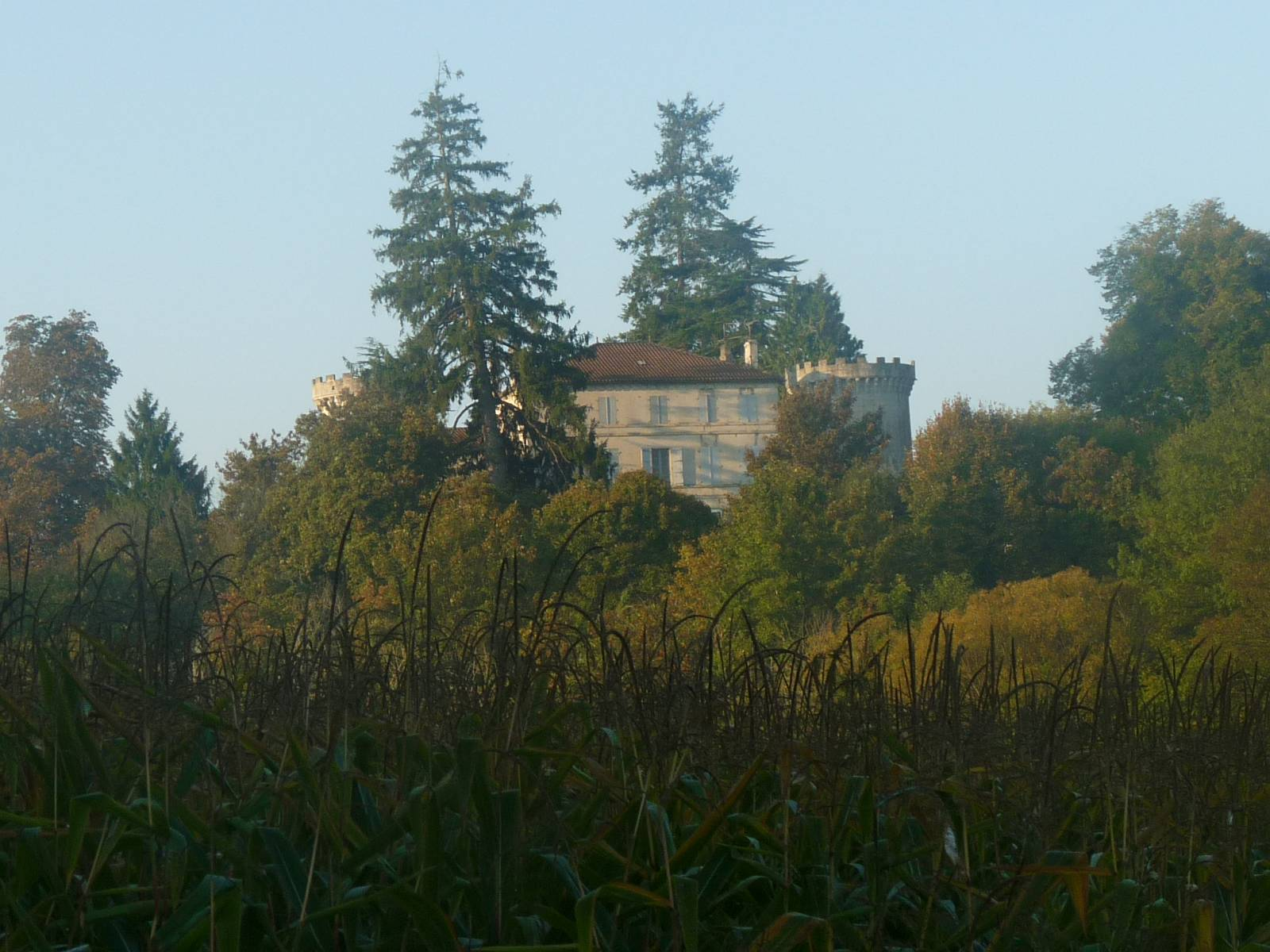
Château de Dirac

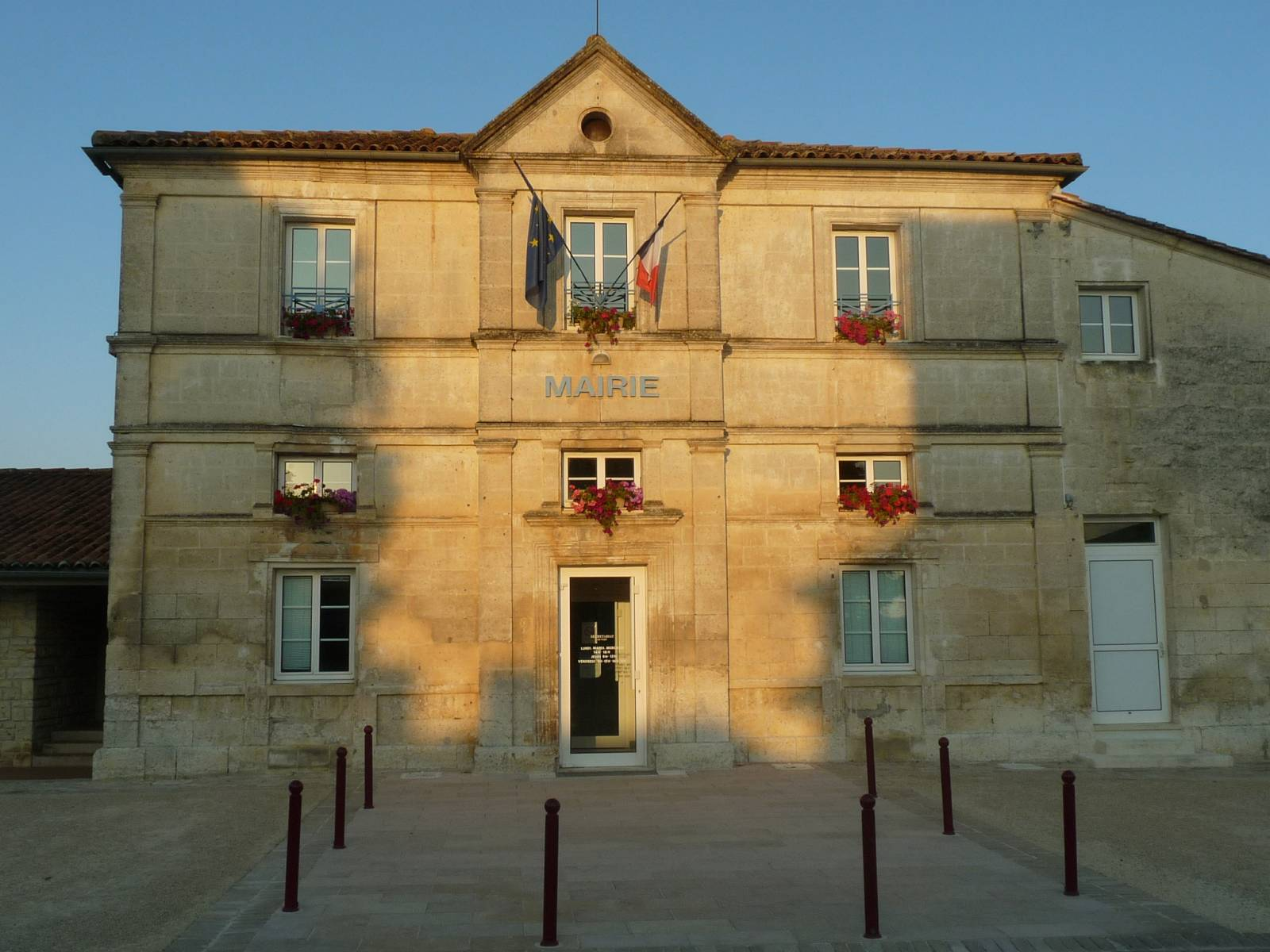
Rathaus (mairie)

- Die romanische Pfarrkirche Saint-Martial stammt aus dem 12. Jahrhundert. Im 15. Jahrhundert wurden die Außenwände der Kirche erhöht (die ursprünglichen Konsolenfriese unterhalb der ehemaligen Dachtraufe sind noch erhalten) und durch seitliche Strebepfeiler stabilisiert; auch das Giebelfeld der Fassade scheint ganz oder teilweise aus dieser Zeit zu stammen. Die Apsis zeigt eine Lisenengliederung sowie ein um die Fensterbögen verkröpftes Gesims; unterhalb der Dachtraufe verläuft ein figürlich gestalteter Konsolenfries. Der auf quadratischem Grundriss erbaute Vierungsturm verfügt lediglich über eine Gliederung durch Blendarkaden; das Glockengeschoss ist vollkommen schmucklos. Die Westfassade ist in drei Ebenen unterteilt – im Erdgeschoss findet sich ein für die Charente typisches Triumphbogenschema, wobei zwei um die Kapitell- bzw. Kämpferzonen verkröpfte Dekorgesimse eine horizontale Verbindung herstellen; die mittlere Ebene zeigt eine fünfbogige Blendarkadenreihe mit elegant wirkenden Doppelsäulen; darüber befindet sich ein schmuckloses Giebelfeld. Bemerkenswert ist die toga-gewandete, antik anmutende Statue im rechten Blendportal, deren Identität unklar ist. Das einschiffige, durch seitliche Blendbögen gegliederte Langhaus ist von einem Tonnengewölbe mit Gurtbogenunterzügen bedeckt; lediglich die Vierung hat ein gotisches Rippengewölbe. Die Apsis mit ihrer Kalottenwölbung ist – abgesehen von drei Fenstern – vollkommen dekorlos. Der Kirchenbau wurde bereits im Jahr 1913 als Monument historique[1] anerkannt.
- Vom in Privatbesitz befindlichen mittelalterlichen Château de Dirac stehen nur noch zwei mächtige Rundtürme, die einen im 18. Jahrhundert ergänzten Wohntrakt (corps de logis) einrahmen.
- Das Logis d’Hurtebise wurde in der ersten Hälfte des 18. Jahrhunderts erbaut und befindet sich ebenfalls in Privatbesitz. Vom Vorgängerbau ist noch der Wehrerker (bretèche) über dem Eingangsportal erhalten.
- Das Logis de la Reinerie stammt ebenfalls aus dem 18. Jahrhundert.
- Auch das heutige Rathaus (mairie) mit seinen Mezzanin-Fenstern ist ein Bauwerk aus dieser Zeit.